# Repunze

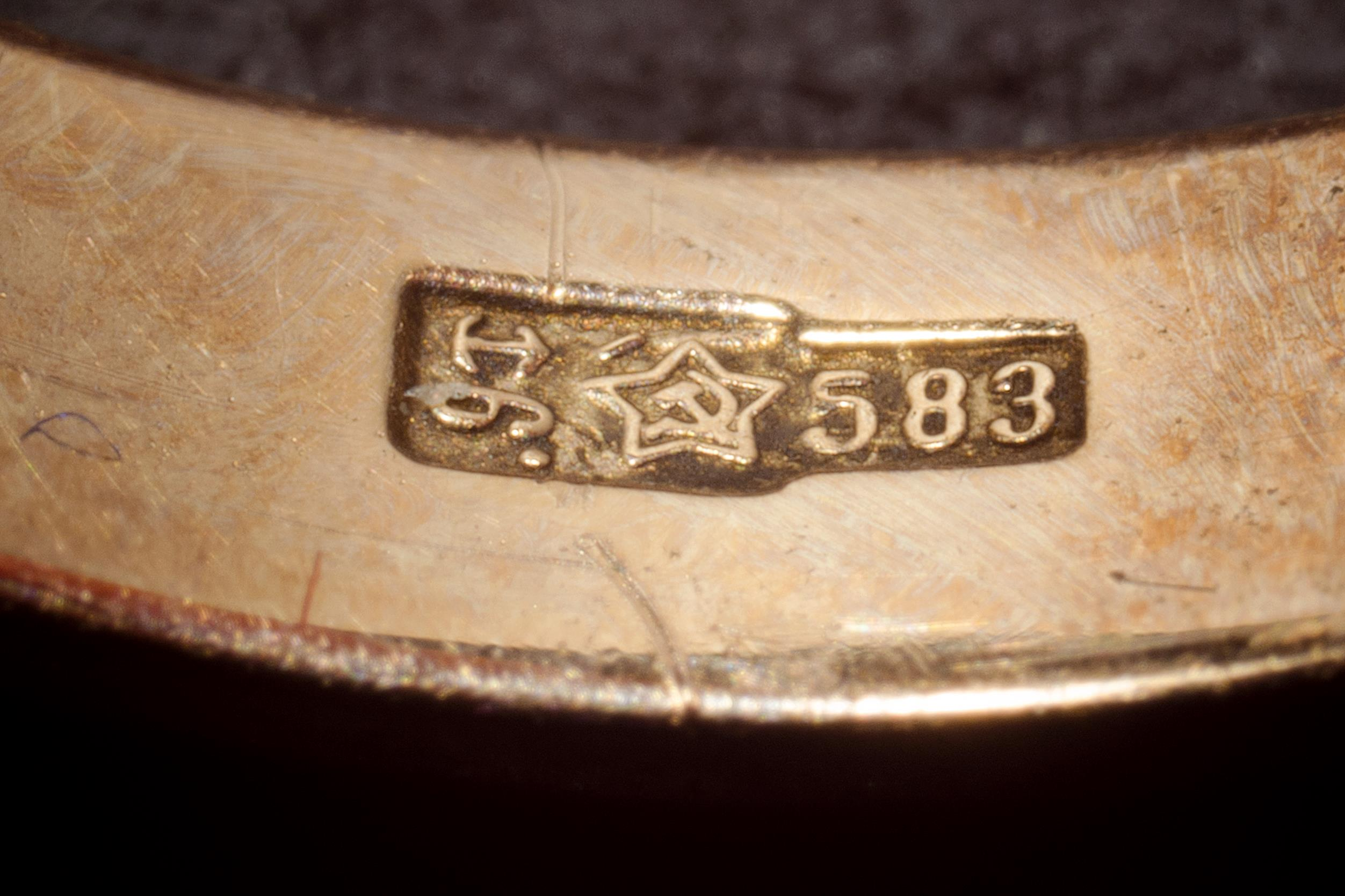
Detailansicht einer sowjetischen Repunze

Eine Repunze ist ein Stempelzeichen an Gegenständen aus Metall, meist zur Beglaubigung des Edelmetallgehaltes, das zu einem bereits vorhandenen Stempelzeichen hinzugefügt ist.
Das Wort kommt vom nochmaligen Punzieren des jeweiligen Gegenstandes, was gesetzlich in bestimmten Zusammenhängen vorgesehen war.
In Österreich kann Repunzierung auch eine nochmalige Punzierung bezeichnen, die mit dem Feingehalt nichts zu tun haben muss, sondern als Beleg dafür dient, dass ein Gegenstand einer bestimmten behördlichen Vorgangsweise (z. B. Ablöse des Silberwertes, um ein Einschmelzen zu vermeiden) unterzogen wurde. Die erste offizielle Repunzierung wurde am 1. September 1806 in Österreich eingeführt. Damals wurde eine Steuer auf alle Gold- und Silbergegenstände erlassen. Die Repunze galt als Empfangsbestätigung für die entrichtete Steuer (Wertablöse) der im Privat- oder Kirchenbesitz befindlichen Edelmetallgeräte und bedeutete keine Aussage über deren Feingehalt.
In Deutschland gibt es keine beglaubigende Punzierung durch staatliche Stellen. Für die Richtigkeit des Feingehalts haftet der Verkäufer. Hier ist die Stempelung von Gold und Silber durch das Gesetz über den Feingehalt der Gold- und Silberwaren vom 16. Juli 1884, zuletzt geändert durch Artikel 9 des Gesetzes vom 25. April 2007, geregelt.